# Charles Belling
Pour les articles homonymes, voir Belling.
Charles Belling, né en 1893, est un athlète français et un dirigeant du Racing Club de Strasbourg.
Il pratique plusieurs sports mais obtient le plus de succès en athlétisme où, avant la Première Guerre mondiale, il « remport[e] les plus grandes compétitions de l'époque »[réf. nécessaire].
Il est un des membres fondateurs du Racing Club de Strasbourg en 1906, et en devient président en 1919. Il fonde la Ligue d'Alsace d'athlétisme puis fait construire les premières tribunes du stade de la Meinau, aménage le terrain de football et la piste d'athlétisme ceinturant le terrain.
Il est fait chevalier de la Légion d'honneur[Quand ?].

## Sources
- Collectif, Il était une fois le Racing, toute l'histoire du club omnisport strasbourgeois, Ronald Hirlé, Berger-Levrault, 1991, p. 9